# Candi bentar

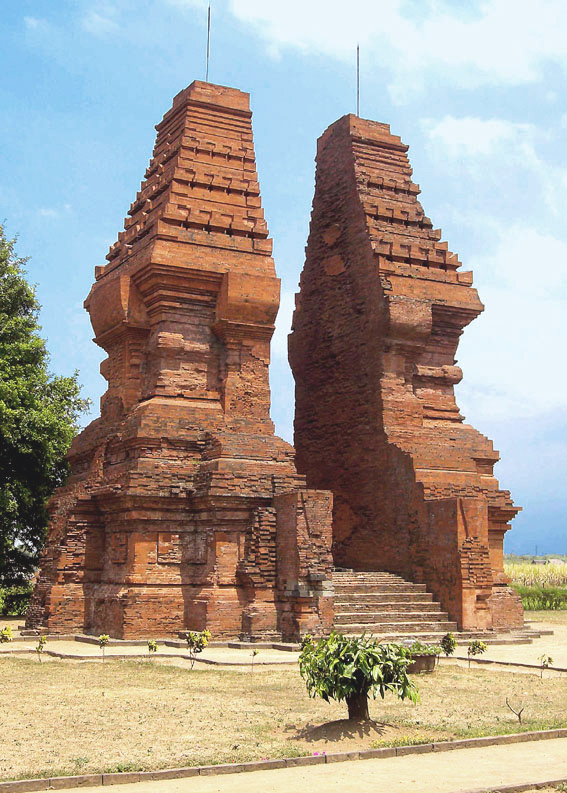
Wringin Lawang (lit: "puerta de la higuera de Bengala"), es una imponente puerta dividida del, construida con ladrillos rojos en Trowulan, una de las candi bentar supervivientes más antiguas.

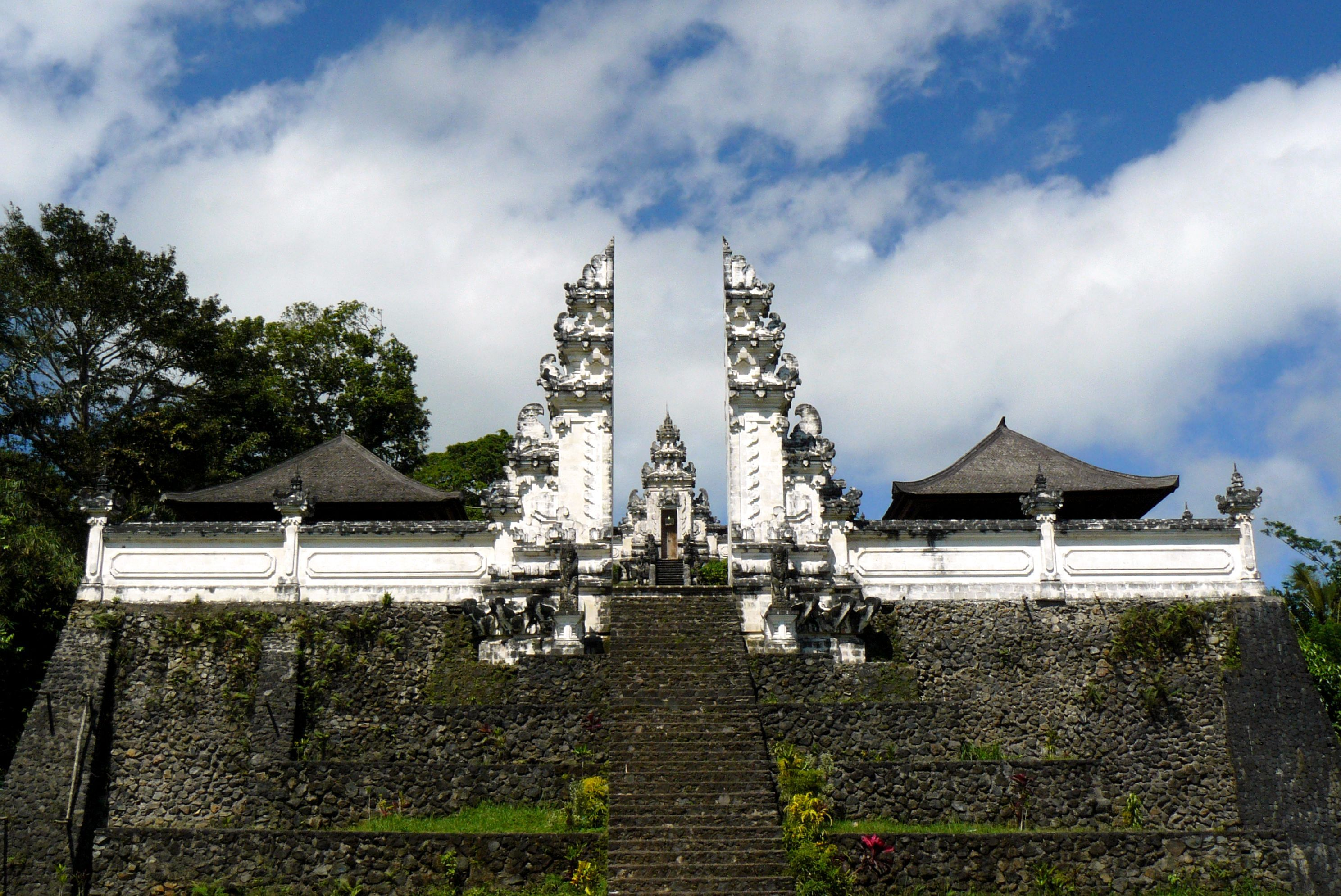
Candi bentar marca la entrada a un templo balinés, en este caso, el pura Lempuyang Luhur, Bali.

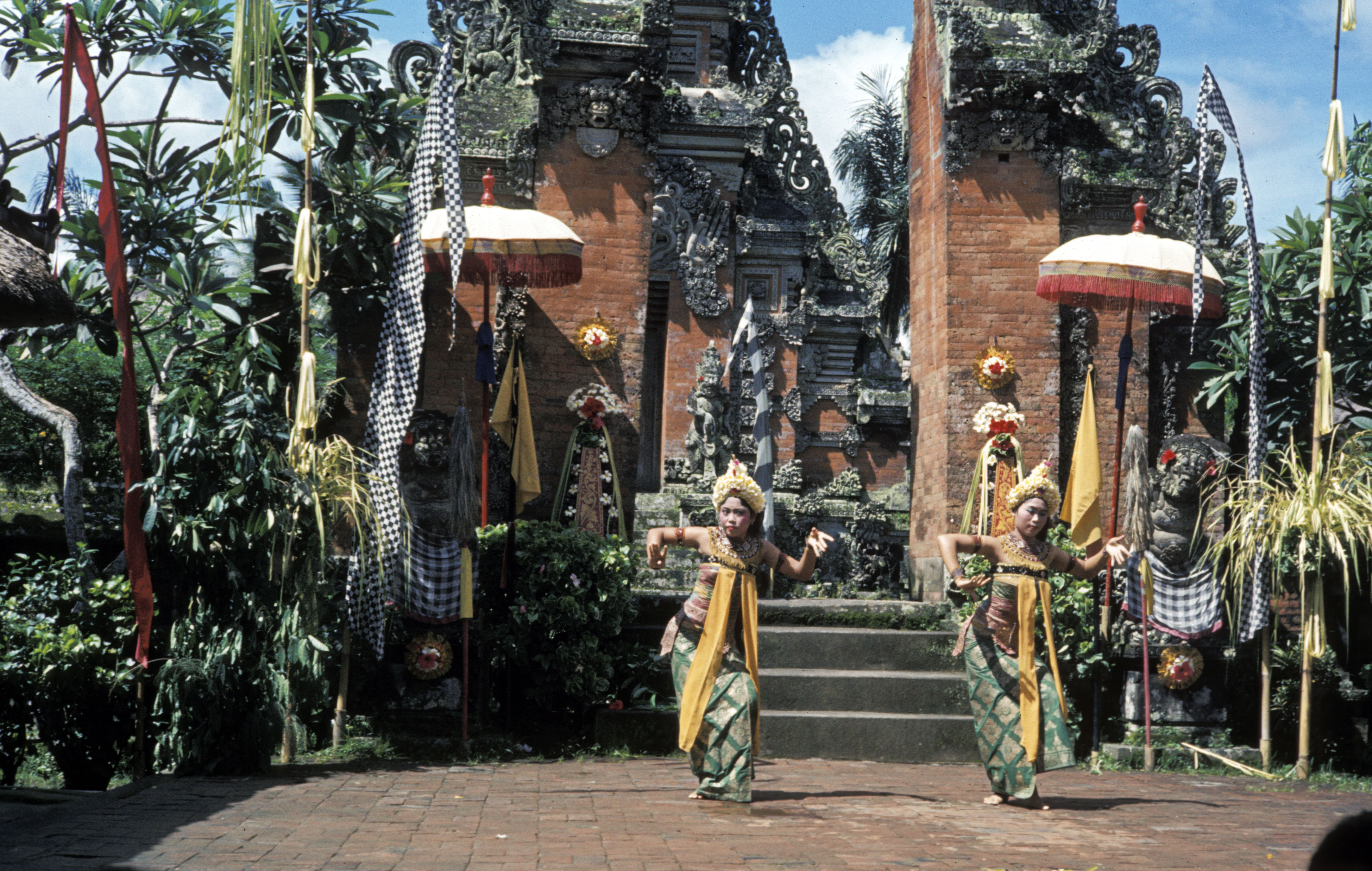
Danza balinesa ante las puertas candi bentar y paduraksa.

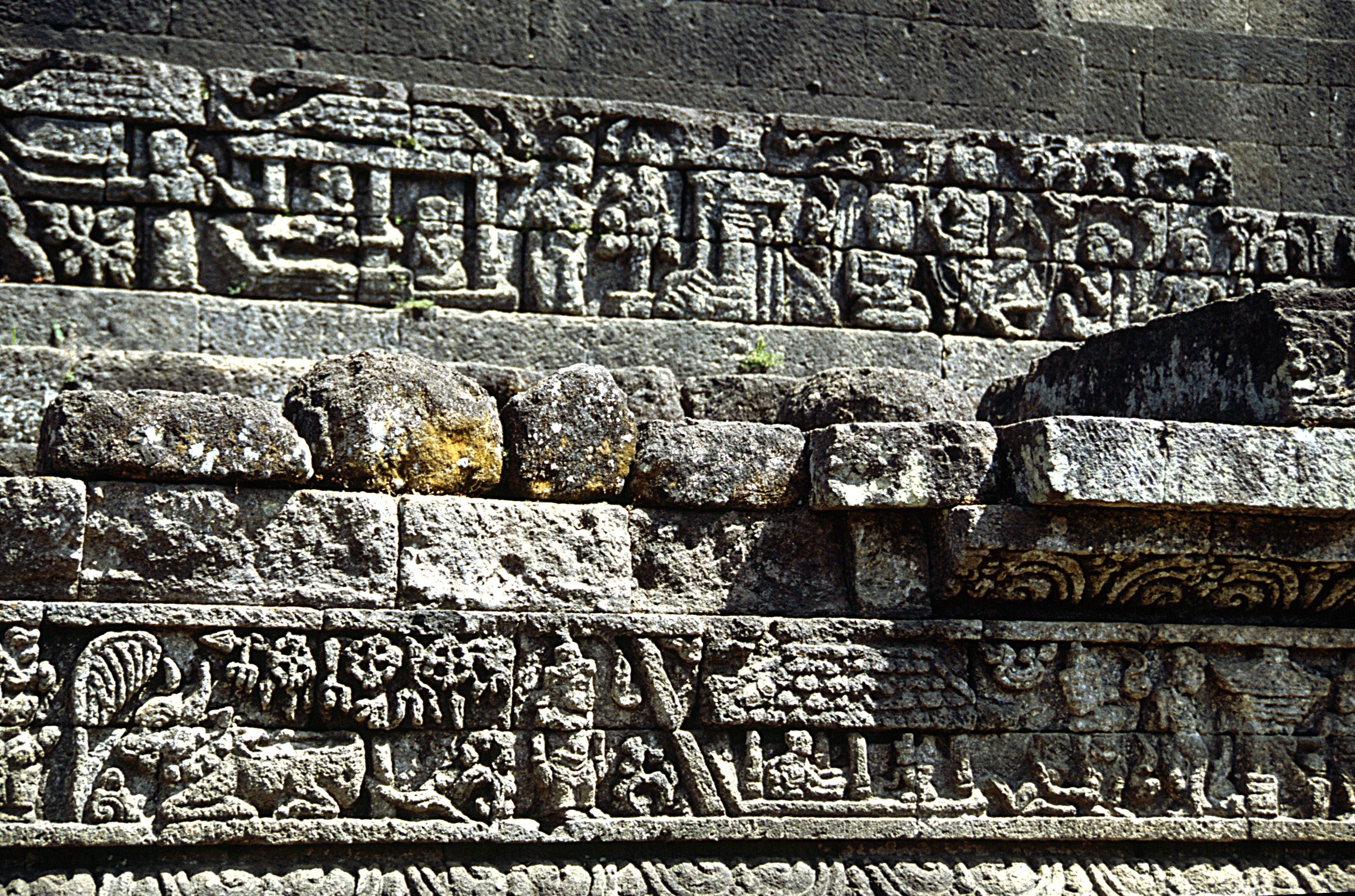
Estructura candi bentar en un relieve del Candi Jago del.

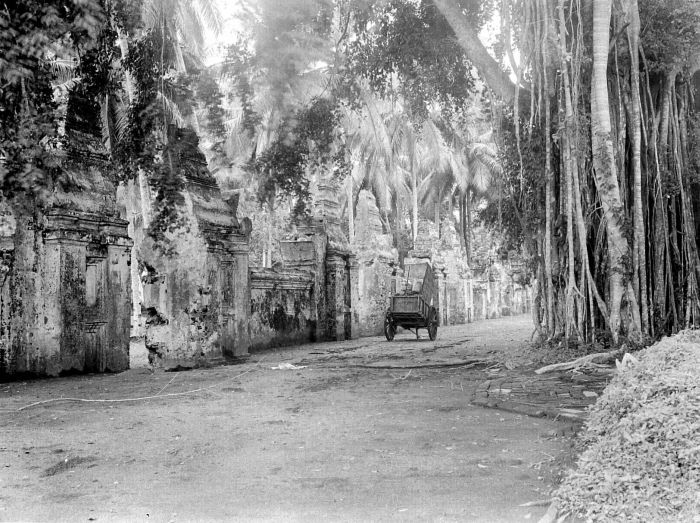
Fila de candi bentars en las ruinas del palacio Kaibon, Bantén, isla de Java.

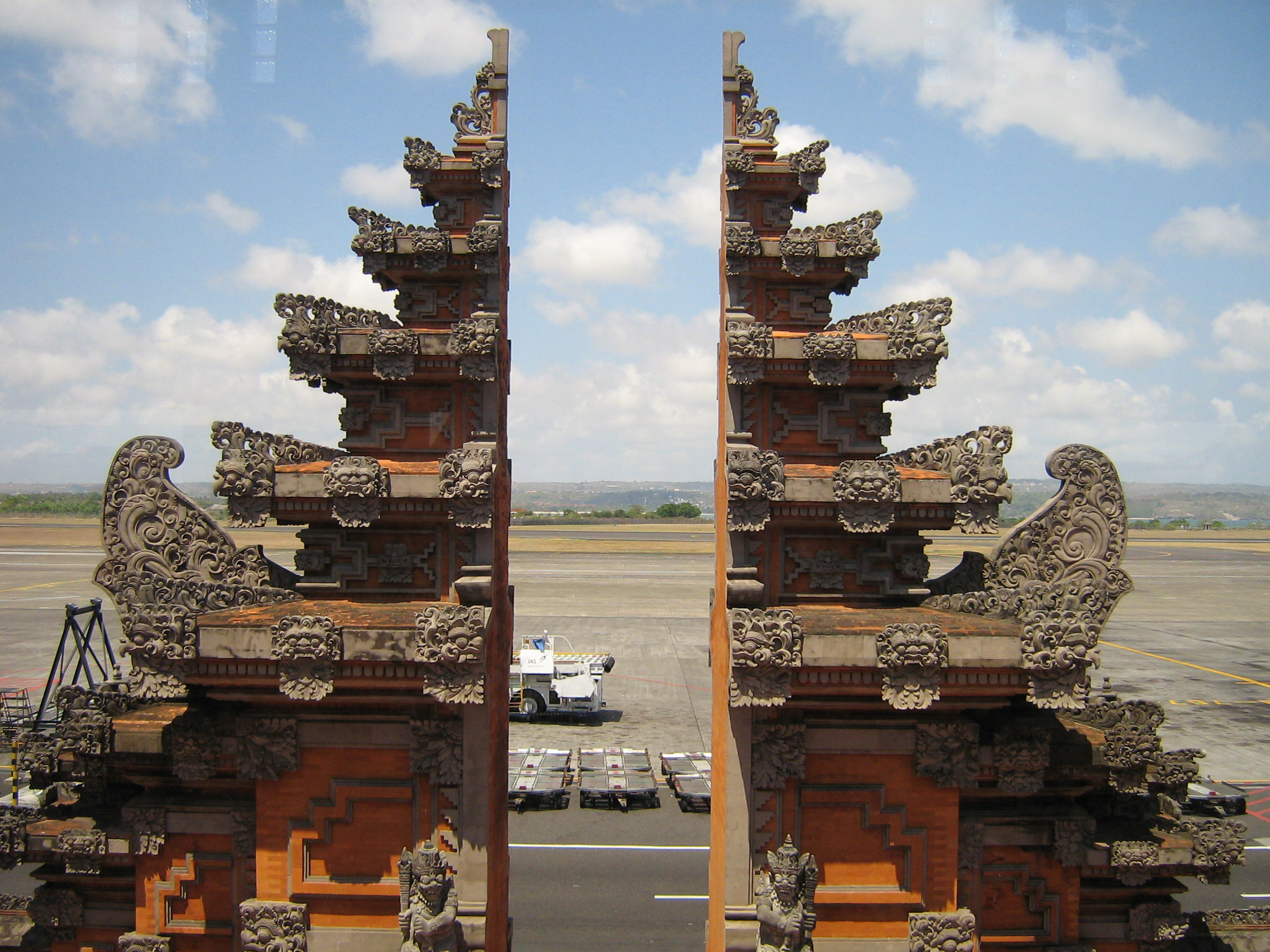
Candi bentar en el Aeropuerto Internacional Ngurah Rai, Bali.

Una candi bentar o puerta dividida, es una puerta de entrada clásica javanesa y balinesa que se encuentra comúnmente en la entrada de recintos religiosos, palacios o cementerios de Indonesia. 
Básicamente es una estructura similar a un candi (templo), dividida en dos, para crear un pao en el centro para flanquear el ingreso a un recinto. El paso suele estar elevado con un tramo de escaleras. Una candi bentar puede encontrarse comúnmente en Java, Bali y Lombok.

## Forma
Candi bentar tiene la forma de un candi pero se divide perfectamente en dos para crear una imagen simétrica. Equivaldría a dos triángulos isósceles colocados simétricamente. Tiene, característicamente, un perfil escalonado, que puede estar muy decorado en el caso del candi bentar balinés. Las dos superficies internas siempre se dejan verticales y sin adornos, como si la estructura se hubiera partido en dos.
Existen varios estilos diferentes de candi bentar, desde una estructura de ladrillos rojos lisos de estilo mayapajit con sus derivaciones de Cirebon, Demak, Kudus y el antiguo estilo del sultanato de Mataram, las puertas divididas recubiertas de estuco del palacio Kaibon en Bantén y también en la ciudad de Surakarta y Yogyakarta, hasta las puertas divididas ricamente adornadas de los complejos de los palacios y templos balineses.
Además de estrechar el paso, las candi bentar no tienen un propósito defensivo real, ya que este tipo de puertas divididas se diseñaron originalmente para no tener puertas de cierre. Rara vez se instalan puertas de hierro adicionales para cerrar el paso; si es así, generalmente se agregaron más tarde y no forman parte del diseño original. 
Su simbolismo no está claro. Su parecido a una montaña partida en dos, puede simbolizar las dos mitades del sagrado monte Meru de los hinduistas, que fueron divididas por Shiva para que se convirtieran en las dos montañas de la isla: monte Agung y monte Batur. No obstante es probable que solo sirva para fines estéticos, para crear una sensación de grandeza antes de ingresar a un recinto.

## Templo hinduista clásico javanés y balinés
Candi bentar y paduraksa (otra estructura de entrada) son características de la arquitectura de un templo balinés y posiblemente del templo hinduista clásico de Java. Ambas puertas de entrada marcan el umbral entre los diferentes niveles de sacralidad dentro del recinto de un templo. Una candi bentar marca el límite entre el mundo exterior mundano con el reino exterior del templo hindú, el mandala nista ('santuario exterior'). La paduraksa marca el límite entre el mandala madya ('santuario medio') con el mandala utama ('santuario principal'), el más interior y sagrado.
El recinto dentro de los templos y palacios balineses es utilizado generalmente para rituales. La candi bentar generalmente se utiliza como fondo de espectáculos de danza, ya que los ejecutantes aparecen detrás de las puertas divididas. Algunas veces, el espectáculo de danza tenía lugar en un recinto interior con una puerta paduraksa techada como fondo.

## Origen y evolución
Se cree que Clas candi bentar se remontan al período hinduista de Singhasari y Majapahit en la Java de los siglos XIII y XIV. Se han descubierto relieves que muestran candi bentar y paduraksa en el Candi Jago, siglo XIII, en Java Oriental.
En el yacimiento arqueológico de Trowulan, la capital del Imperio mayapajit del siglo XIV, una candi bentar llamada Wringin Lawang ('la puerta de la higuera de Bengala', en javanés) se encuentra entre las más antiguas que aún se mantienen en pie. Wringin Lawang tomó la forma de una estructura de templo típica del estilo mayapajit dividida uniformemente en dos estructuras espejo, creando un paso en el centro. La gran puerta está construida con ladrillo rojo, con una base de 13 x 11 metros y una altura de 15,5 metros.
La prevalencia actual de las candi bentar probablemente se deba a la influencia de la estética mayapajit en la arquitectura javanesa y balinesa. Todavía son usadas ampliamente a la llegada del período islámico en el siglo XV. El palacio del sultanato, Keraton Kasepuhan, utilizó candi bentar para marcar el acceso al pabellón de audiencias públicas.
La mezquita Menara Kudus del siglo XVI, una de las mezquitas más antiguas de Java, todavía conserva una candi bentar en su recinto, que marca la entrada al recinto de la mezquita. Un complejo de cementerio musulmán de Sendang Duwur, kabupaten de Lamongan, Java Oriental, contiene candi bentar y paduraksa para marcar el nivel de sacralidad dentro del complejo del cementerio, siendo la tumba de Sunan Sendang Duwur la parte más sagrada del complejo del cementerio. Otra tumba javanesa que emplea candi bentar es el complejo del cementerio de Sunan Giri.
En el período moderno, el gobierno de Indonesia fomenta la construcción de candi bentars. Esta política es fomentada especialmente por los gobiernos de los kabupaten y los municipios, como forma de destacar su identidad regional. El gobierno de la provincia de Bantén, por ejemplo, alentó la construcción de candi bentars, siguiendo el modelo del palacio Kaibon de la Vieja Bantén, en las puertas de entrada de las casas, especialmente las ubicadas a lo largo de la carretera principal. En la ciudad de Cirebon, Java Occidental, la candi bentar de ladrillo rojo ha llegado a convertirse en la identidad de la ciudad.